# Lijst van kardinaal-patriarchen
Dit is een lijst van kardinaal-patriarchen van de Oosters-katholieke Kerken.
Paus Paulus VI publiceerde op 11 februari 1965 een motu proprio, Ad purpuratorum patrum collegium, waarin de procedure werd geregeld bij een benoeming tot kardinaal van patriarchen van de met de Rome verbonden Oosters-katholieke Kerken.
Een patriarch van een van deze kerken verkrijgt bij een benoeming tot kardinaal de rang van kardinaal-bisschop. Aan hem wordt echter geen suburbicair bisdom toegekend, zoals gebruikelijk bij benoemingen in deze kardinaalsrang. Hij bezit geen actief en passief kiesrecht bij een stemming over een benoeming tot deken c.q. vicedeken van het College van Kardinalen. 
Een kardinaal-patriarch staat in de rangorde van kardinaal-bisschoppen onder de overige leden van deze rang.
| Naam                      | Consistorie | Geboortedatum     | Patriarchaat                                   | Nationaliteit | Stemrecht conclaaf | Overlijdensdatum |
| ------------------------- | ----------- | ----------------- | ---------------------------------------------- | ------------- | ------------------ | ---------------- |
| Ignace Gabriel I Tappouni | 1935        | 3 november 1879   | Antiochië (Syrisch-Katholieke Kerk)            | Syrië         | -                  | 29 januari 1968  |
| Boulos Boutros Meouchi    | 1965        | 1 april 1894      | Antiochië (Maronitische Kerk)                  | Libanon       | -                  | 11 januari 1975  |
| Maximos IV Saigh          | 1965        | 10 april 1878     | Antiochië (Melkitische Grieks-Katholieke Kerk) | Syrië         | -                  | 5 november 1967  |
| Stephanos I Sidarouss     | 1965        | 22 februari 1904  | Alexandrië (Koptisch-Katholieke Kerk)          | Egypte        | -                  | 23 augustus 1987 |
| Antoine Boutros Khreich   | 1983        | 20 september 1907 | Antiochië (Maronitische Kerk)                  | Libanon       | -                  | 19 augustus 1994 |
| Nasrallah Boutros Sfeir   | 1994        | 15 mei 1920       | Antiochië (Maronitische Kerk)                  | Libanon       | -                  | 12 mei 2019      |
| Ignace Moussa I Daoud     | 2001        | 18 september 1930 | Antiochië (Syrisch-Katholieke Kerk)            | Syrië         | -                  | 7 april 2012     |
| Stéphanos II Ghattas      | 2001        | 16 januari 1920   | Alexandrië (Koptisch-Katholieke Kerk)          | Egypte        | -                  | 20 januari 2009  |
| Emmanuel III Delly        | 2007        | 6 oktober 1927    | Babylon (Chaldeeuws-Katholieke Kerk)           | Irak          | -                  | 8 april 2014     |
| Antonios Naguib           | 2010        | 18 maart 1935     | Alexandrië (Koptisch-Katholieke Kerk)          | Egypte        | -                  | 28 maart 2022    |
| Béchara Boutros Raï       | 2012 (2)    | 25 februari 1940  | Antiochië (Maronitische Kerk)                  | Libanon       | nee                |                  |
| Louis Raphaël I Sako      | 2018        | 4 juni 1948       | Babylon (Chaldeeuws-Katholieke Kerk)           | Irak          | ja                 |                  |

## Opmerkingen
1. Ignace Gabriel I Tappouni was bij de afkondiging van Ad purpuratorum patrum collegium de enige oosters-katholieke patriarch die al kardinaal was, met de rang van kardinaal-priester. Hij kreeg op dezelfde dag de rang van kardinaal-bisschop.
2. Krikor Bedros XV Agagianian was sinds 1946 kardinaal-priester; hij was van 1937 tot 1962 katholikos-patriarch van Cilicië en primaat van de Armeens-Katholieke Kerk geweest. In 1962 aanvaardde hij een functie bij de curie en hij was dus in 1965 geen actieve patriarch meer. Daarom behield hij na Ad purpuratorum patrum collegium de rang van kardinaal-priester. Toen hij in 1970 de rang van kardinaal-bisschop ontving, kreeg hij het suburbicaire bisdom Albano toegewezen.
3. Maximos IV Saigh had vóór 1965 drie keer een kardinaalsbenoeming geweigerd omdat hij van mening was dat de acceptatie van een kardinaalschap door een patriarch gelijk zou staan aan verraad aan zijn eigen Kerk. Na de uitvaardiging van Ad purpuratorum patrum collegium veranderde hij van mening. Hij werd in het consistorie van 22 februari 1965 kardinaal gecreëerd.
4. De Armeens-Katholieke Kerk is de enige Oosters-katholieke Kerk waarvan de patriarch nog nooit kardinaal-patriarch is geworden.
5. Grootaartsbisschoppen en metropolieten van een oosters-katholiek kerkgenootschap krijgen bij een kardinaalsbenoeming de rang van kardinaal-priester.